# Machimus planifacies
Machimus planifacies är en tvåvingeart som beskrevs av Becker 1923. Machimus planifacies ingår i släktet Machimus och familjen rovflugor. Inga underarter finns listade i Catalogue of Life.